# Mario Mata Carrasco
Mario Mata Carrasco (Delicias, Chihuahua, México, 20 de marzo de 1962) es un político y empresario mexicano nacido en la ciudad de Delicias. Es miembro del Partido Acción Nacional y fue candidato a la presidencia municipal en dos ocasiones. Fue presidente municipal de  Delicias para el periodo de 2010 a 2013. Fue el segundo presidente municipal del Partido Acción Nacional en los 78 años de historia del municipio. Fue diputado federal por el Distrito 5 de Chihuahua, de 2018 a 2021, y reelecto para el periodo de 2021 a 2024, solicitó y recibió licencia al cargo el 24 de mayo de 2022 y el siguiente día 26 fue designado como director ejecutivo de la Junta Central de Agua y Saneamiento de Chihuahua.

## Biografía

### Educación
Mario Mata es Ingeniero Industrial y de Sistemas egresado del Instituto Tecnológico y de Estudios Superiores de Monterrey en la ciudad de Monterrey, graduándose con mención honorífica en 1980. Trabajó para Petróleos Mexicanos en la Ciudad de México. En 1986 regresa a Delicias para ingresar en la fábrica de muebles DELSA, donde desempeñó su trabajo como gerente hasta 1997 cuando decide crear su propia empresa fabricante de muebles de la cual es gerente general hoy en día.

### Activismo social
En 1986 se convirtió en miembro del Club Activo 20-30, asumiendo cargos como: presidente del club, gobernador de distrito, director de área, presidente nacional y miembro del consejo internacional de presidentes. También ha sido consejero de la Fundación del Empresario Chihuahuense. De igual manera fue presidente y miembro del patronato de bomberos y del consejo municipal de estacionometros en la ciudad de Delicias. Además de ser fundador y catedrático de la Facultad de Contabilidad y Administración de la Universidad Autónoma de Chihuahua en su extensión Delicias. Así mismo en 1998 se vuelve integrante del Consejo de la Cámara Nacional de la Industria y la Transformación en su delegación Delicias, convirtiéndose en presidente del consejo directivo del 2002 al 2003.

### Vida política
En 1994 es considerado para ser candidato por parte del Partido Acción Nacional pero no fue sino hasta el 2007 cuando se convierte en candidato por parte de este partido político. En esa ocasión Mario Mata perdió las elecciones ante Heberto Villalobos Maynes quien se convirtió en el presidente municipal por parte del Partido Revolucionario Institucional hasta el 2010. Ese mismo año Mario Mata se postula nuevamente como presidente ganando las elecciones ante Héctor Baeza Terrazas rompiendo así con 27 años de alcaldes del Partido Revolucionario Institucional en la ciudad de Delicias.
En el 2012 recibe el año con cambios importantes en su gabinete presidencial, y se rumora que el año del 2016 será candidato a gobernador del Partido Acción Nacional. El 16 de febrero de 2014 es elegido consejero nacional del Partido Acción Nacional por Chihuahua consiguiendo la mayoría de votos con 380 votos obteniendo el primer lugar de la votación. El 7 de enero de 2015 se registró como precandidato a la diputación federal del V Distrito Electoral Federal de Chihuahua después de todo un año de trabajo dentro del Partido Acción Nacional.
El 22 de febrero de 2015 es elegido oficialmente como candidato a diputado federal por el V Distrito Electoral Federal de Chihuahua tras recibir 282 votos de los miembros del Partido Acción Nacional de Delicias. Finalmente, perdió la elección frente al canditato del Partido Revolucionario Institucional, Juan Antonio Meléndez Ortega.
El 7 de octubre de 2016, fue designado presidente de la Junta Municipal de Agua y Saneamiento de Chihuahua. El 18 de febrero de 2018 renunció a la Junta de Agua para ser candidato de la coalición Por México al Frente a diputado federal por el Distrito electoral federal 5 de Chihuahua por segunda ocasión, resultando finalmente elegido como diputado federal para la LXIV Legislatura para el periodo 2018-2021.
En 2020 Mata se vio involucrado en las protestas contra el vaciado de las presas La Boquilla en San Francisco de Conchos, Francisco I. Madero en Rosales y El Granero en el Aldama. Para 2021 volvió a ser candidato a diputado federal por el Distrito 5 en las elecciones de ese año, resultado reelegido con más del 60% de los votos.